# Leipzig Universitet
Leipzig Universitet (tysk: Universität Leipzig) er et af de ældste universiteter i Europa, grundlagt 2. december 1409 i Leipzig i Sachsen af Frederik 1. af Sachsen, og dennes bror Wilhelm 2. af Meissen, og bestod oprindeligt af fire fakulteter.